# Kabinett İnönü VI
Das Kabinett İnönü VI war die siebte Regierung der Türkei, die vom 5. Mai 1931 bis zum 1. März 1935 von İsmet İnönü geführt wurde.
Bei der Parlamentswahl zur türkischen Nationalversammlung am 25. April 1931 war nur Mustafa Kemal Atatürks Partei Cumhuriyet Halk Fırkası (ab 1935 Cumhuriyet Halk Partisi) zugelassen. Trotzdem reservierte man 30 Sitze für unabhängige Kandidaten und die CHF bekam 287 Sitze. Die Regierungszeit des bisherigen Kabinetts war damit beendet. Mit der Regierungsbildung wurde der bisherige Ministerpräsident İsmet İnönü beauftragt.
Die Regierungszeit des Kabinetts endete mit der Parlamentswahl am 8. Februar 1935. Das Kabinett blieb bis zur Neubildung einer Regierung bis zum 1. März 1935 geschäftsführend im Amt.

## Regierung
| Titel                                          | Name                                                    | Partei | Amtszeit |
| ---------------------------------------------- | ------------------------------------------------------- | ------ | --- |
| Ministerpräsident                              | İsmet İnönü                                             | CHF    | |
| Justizminister                                 | Yusuf Kemal Tengirşenk Şükrü Saracoğlu                  | CHF    | 4. Mai 1931 – 23. Mai 1933 23. Mai 1933 – 1. März 1935                                                                           |
| Verteidigungsminister                          | Zekai Apaydın                                           | CHF    | |
| Innenminister                                  | Şükrü Kaya                                              | CHF    | |
| Finanzminister                                 | Abdülhalik Renda Fuat Ağralı                            | CHF    | 4. Mai 1931 – 3. Februar 1934 3. Februar 1934 – 1. März 1935                                                                     |
| Bildungsminister                               | Esat Sagay Reşit Galip Hikmet Bayur Zeynel Abidin Özmen | CHF    | 4. Mai 1931 – 19. September 1932 10. November 1932 – 13. August 1933 27. Oktober 1933 – 9. Juli 1934 9. Juli 1934 – 1. März 1935 |
| Minister für öffentliche Arbeiten              | Hilmi Uran Ali Çetinkaya                                | CHF    | 4. Mai 1931 – 26. Oktober 1933 16. Februar 1934 – 1. März 1935                                                                   |
| Minister für Gesundheit und soziale Sicherheit | Refik Saydam                                            | CHF    | |
| Minister für Landwirtschaft                    | Muhlis Erkmen                                           | CHF    | |
| Minister für Zölle und Monopole                | Ali Rana Tarhan                                         | CHF    | |
| Wirtschaftsminister                            | Şeref Özkan Celal Bayar                                 | CHF    | 4. Mai 1931 – 8. September 1932 10. November 1932 – 1. März 1935                                                                 |